# روس بربور
روس بربور (بالإنجليزية: Ross Barbour)‏ هو مغني أمريكي، ولد في 31 ديسمبر 1928 في كولومبوس في الولايات المتحدة، وتوفي في 20 أغسطس 2011 في سيمي فالي في الولايات المتحدة.

## وصلات خارجية
- روس بربور على موقع ميوزك برينز (الإنجليزية)
- روس بربور على موقع أول ميوزيك (الإنجليزية)
- روس بربور على موقع ديسكوغز (الإنجليزية)